# Zoopsidoideae
Zoopsidoideae, jedna od sedam potporodica jetrenjarki iz porodice Lepidoziaceae. Sastoji se od jedanaest rodova od kojih je tipičan rod Zoopsis. 

## Rodovi
1. Amazoopsis J.J.Engel & G.L.Merr.
2. Hyalolepidozia S.W.Arnell ex Grolle
3. Monodactylopsis (R.M.Schust.) R.M.Schust.
4. Neogrollea E.A.Hodgs.
5. Odontoseries Fulford
6. Paracromastigum Fulford & J.Taylor
7. Psiloclada Mitt.
8. Pteropsiella Spruce
9. Telaranea Spruce ex Schiffn.
10. Zoopsidella R.M.Schust.
11. Zoopsis (Hook. f. & Taylor) Gottsche, Lindenb. & Nees